# Ronald Moody
Ronald Moody fue un escultor jamaiquino, especializado en la talla de madera , nacido el año 1900 en Kingston y fallecido el 1984.

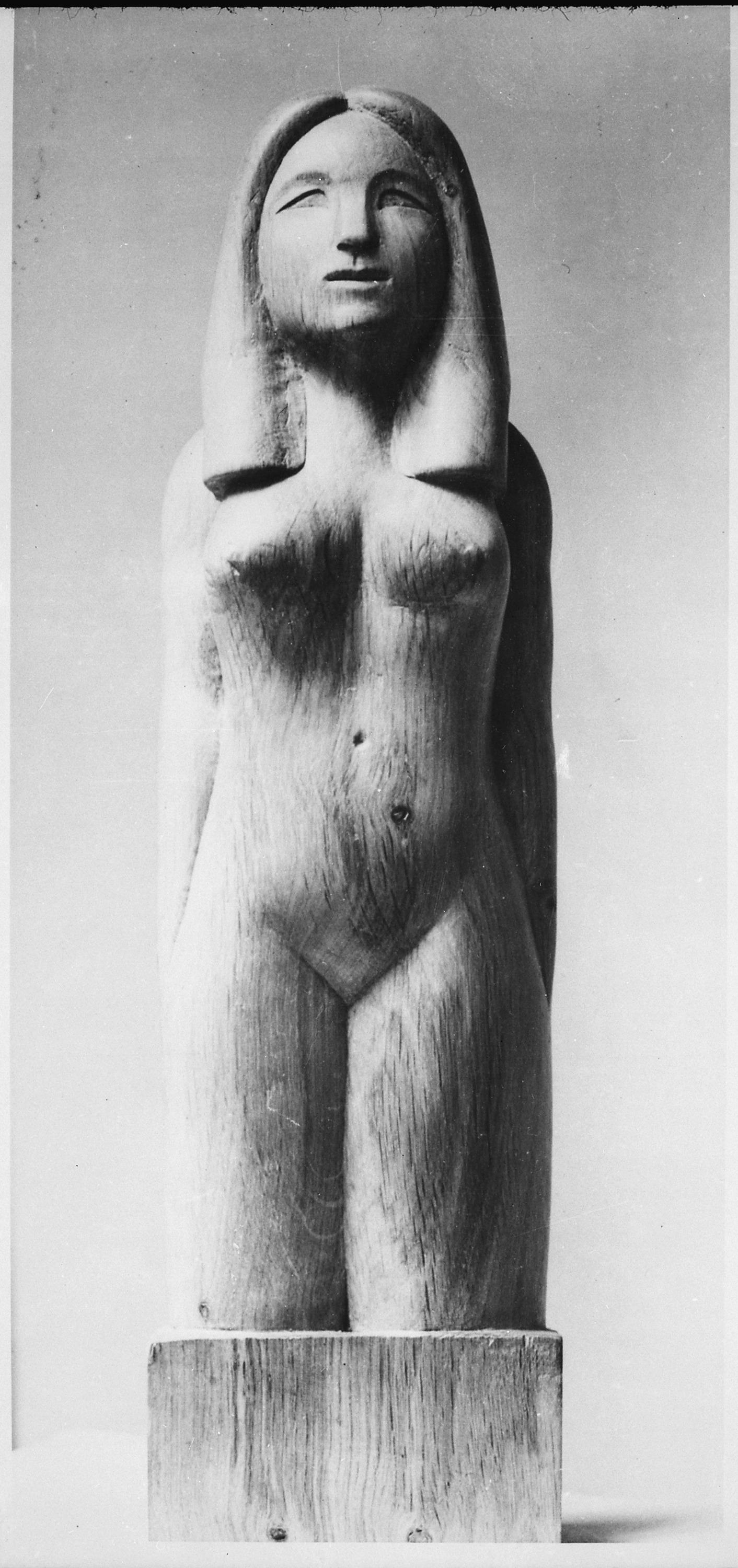
"Annie"

## Datos biográficos
Ronald Clive Moody nació en Kingston, Jamaica, el 12 de agosto de 1900  en una familia de profesionales acomodados; se trasladó a Londres en 1923 para estudiar odontología en la King's College de Londres . En Londres, recibió la inspiración de la colección de arte no occidental en el Museo Británico y decidió convertirse en escultor. Los primeros experimentos con la arcilla llevaron a  Moody a aprender por sí mismo la forma de tallar. Produjo su primera figura tallada en madera de roble. A fines de 1930, Moody había acumulado una colección impresionante de trabajo y presentó una exposición individual en París, el éxito de la muestra le animó a trasladarse a la capital francesa, donde vivió hasta 1940. En 1938, doce esculturas de gran formato fueron enviadas a la Fundación Harmon en los Estados Unidos para ser incluidas en exposiciones en el Museo de Arte de Baltimore y el Museo de Arte de Dallas.
Entre sus obras más famosas de este período estuvo su gran cabeza femenina, Midonz (1937). Él también fundió la cabeza de su hermano Harold Moody en bronce en 1946. El éxito de Moody en París le siguió a Londres y desde 1950 hasta principios de la década de 1960 las exposiciones periódicas de Londres, le trajeron una creciente presencia en el panorama artístico británico.
El cráter Moody,   en Mercurio, lleva como homenaje  su nombre. 